# All My Darling Daughters
All My Darling Daughters (愛すべき娘たち, Aisubeki musumetachi) est un recueil de cinq mangas de Fumi Yoshinaga dessinés entre 2002 et 2003 dans le magazine Melody (en), il est publié au Japon aux éditions Hakusensha en 2003 et en français en 2006 chez Casterman dans la collection Sakka.